# Igelsätersjön
Igelsätersjön är en sjö i Arboga kommun i Västmanland och ingår i Norrströms huvudavrinningsområde.